# پادشاه گه‌رو
پادشاه گه‌رو (به کره‌ای: 개루왕)، (سلطنت: ۱۲۸~۱۶۶ میلادی) او چهارمین پادشاه بکجه، یکی از سه پادشاهی کره و پسر سومین پادشاه بکجه گیرو بود.

## پیش‌زمینه
بر اساس کتاب تاریخی سامگوک ساگی، او پسر پادشاه پیشین پادشاه گیرو بود. او پس از مرگ پادشاه گیرو درسال ۱۲۸ میلادی که پنجاه و دومین سال سلطنت او بود به پادشاهی رسید. حکیمان سامگوک می‌نویسد که «شخصیت او محترمانه و در رفتارش منظم بود».

## حکومت
درسال ۱۳۲ میلادی، بوک‌هان‌سان‌سونگ را در گویانگ امروزی، کره جنوبی تأسیس کرد. بکجه با بسیاری از تهاجمات گوگوریو (امپراتوری شمالی کره) از این قلعه مبارزه کرد و پنجمین پادشاه چوگو لشکرکشی خود را به سمت شمال بر اساس آن قرار داد. رابطه بکجه با شیلا رقیب جنوب شرقی در بیشتر دوره سلطنت او صلح آمیز بود. با این حال، درسال ۱۴۵ میلادی، وزیر شیلایی به نام گیلسون (کره‌ای: 길선; هانجا: 吉宣)  کودتای او شکست خورد و به بکجه گریخت. علیرغم درخواست کتبی پادشاه شیلا پادشاه آدالا برای بازگشت گیلسون، پادشاه گه‌رو به او پناه داد.  درپی این اتفاق شیلا به بکجه حمله کرد و جنگی گسترده بر سر کوه‌های سوبک در گرفت.
سامگوک ساگی:
- ۱۳۱ میلادی، تابستان، ماه چهارم. پادشاه به شکار در کوه هان رفت.
- ۱۳۲ میلادی، بهار، ماه دوم. دژ کوه بوکهان (بوکهانسان سونگ) ساخته شد.
- ۱۳۷ میلادی، پاییز، ماه هشتم. مریخ به سمت دب جنوبی حرکت کرد.
- ۱۴۵ میلادی، بهار، ماه اول، آخرین روز ماه.  خورشید گرفتگی رخ داد. زمستان، ماه دهم. افسر گیلسون از شیلا نقشه ای خیانت آمیز ساخت اما کشف شد و او به بکجه گریخت آمد. پادشاه شیلا برای او درخواست کتبی فرستاد، اما او را برگرداندند. پادشاه شیلا خشمگین شد و سربازان را بیرون آورد و برای حمله آمد. تمام دژها مستحکم شده و از خود دفاع کردند و او نتوانست وارد شود. سربازان شیلایی از تمام آذوقه خود استفاده کردند و بازگشتند.

## میراث
سامگوک ساگی بیان می‌کند که پسر بزرگ پادشاه گه‌رو پنجمین پادشاه بکجه پادشاه چوگو و پسر دوم هشتمین پادشاه بکجه پادشاه گوی شد. تصور می‌شود که این تناقض زمانی نشان‌دهنده جنگ قدرت بین دو خط سلطنتی است. بیست و یکمین پادشاه بکجه هم پادشاه گه‌رو (همچنین به نام گون‌گه‌رو نیز شناخته می‌شود) ظاهراً نام گه‌رو را برای اثبات مشروعیت این موضوع انتخاب کرده است.

## خانواده
- پدر: پادشاه گیرو
- مادر: ناشناخته
  - برادر: بویو جیل - در آوریل ۲۴۲ میلادی او به عنوان نخست‌وزیر (ووبو) منصوب شد.
  - ملکه (ها): ناشناخته
    - پسر نخست: پادشاه چوگو پنجمین پادشاه بکجه - پیش از اینکه پادشاه شود او به عنوان بویو چوگو شناخته می‌شد.
    - پسر دوم: پادشاه گوی هشتمین پادشاه بکجه - پیش از اینکه پادشاه شود او به نام بویو گوی شناخته می‌شد.
    - سومین پسر: بویو اوسو - تنها سابقه او در سامگوک ساگی درسال ۲۶۰ میلادی است که او به عنوان وزیر کشور (نسینجواپیونگ) منصوب شد.